# Стемма

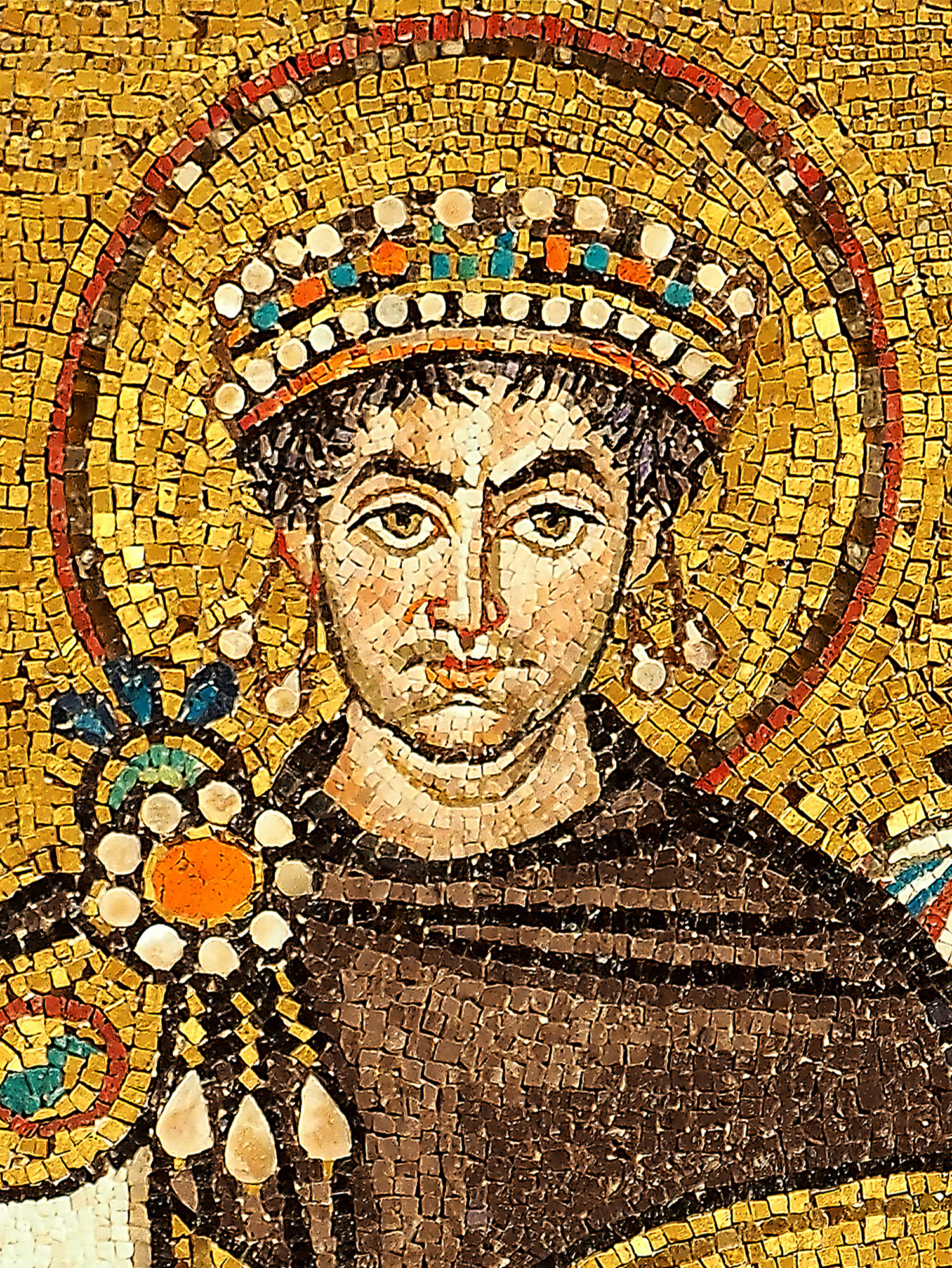
Император Юстиниан I со стеммой

Сте́мма (от др.-греч. στεμμα или др.-греч. στεμματος, лат. stemmata — «венок из ветвей») — в Древней Греции лавровый венок, обвитый белой шерстью. В Древнем Риме — родословные ветви, родословное древо. В Византии — императорская корона закрытого типа. Применительно к головному убору в современном русском языке употребляется в двух последних значениях.

## Древняя Греция
Название стемма изначально означало венок, чаще всего лавровый, обвитый белой овечьей шерстью, который носили древнегреческие жрецы, а также надевали на голову просящие о покровительстве или защите. Также существовал обычай заклинания урожая — стеммами и лентами украшали жертвенного быка. Греческие женщины использовали стемму в качестве украшения для прически.

## Древний Рим
Аналогом греческой стеммы в Древнем Риме служила инфула (лат. īnfula) — священная головная повязка из красной или белой шерсти (у жрецов и весталок, жертвенных животных, а также у послов, просивших мира или покровительства). При этом она могла являться символом неприкосновенности, неприкосновенного достояния или святости.
Также в Древнем Риме стемматами (stemmata, мн. ч. от лат. stemma) называли «родословные ветви» («генеалогическое древо»), поскольку бюсты предков, расставленные в хронологическом порядке в атриумах, украшали венками и соединяли лентами. Собственно стеммами изначально называли именно эти венки и гирлянды, которыми были увешаны и соединены между собой бюсты предков, из чего впоследствии возник термин стемматография — современная генеалогия.

## Византия

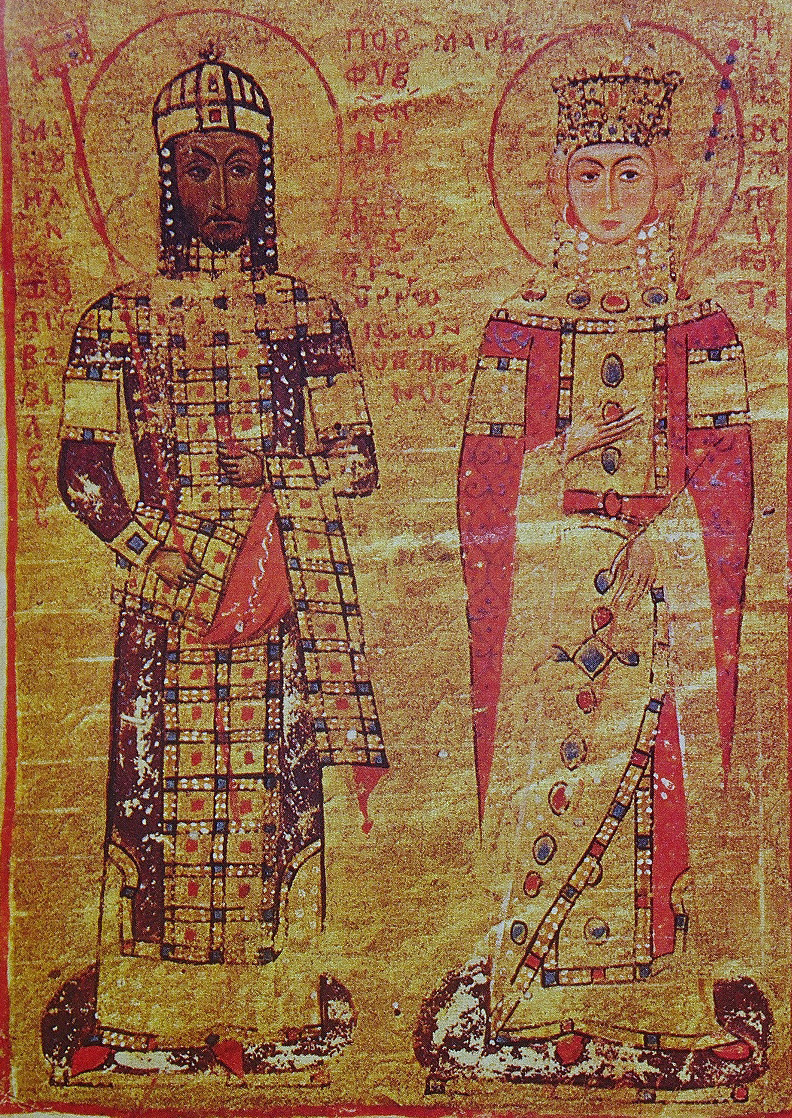
Византийский император Мануил I Комнин изображен в стемме, справа от него — его жена императрица Мария в стефаносе (открытой короне)

Как часть византийской одежды, стемма представляла собой тип закрытой короны, происхождение которой восходит к периоду классической Греции.

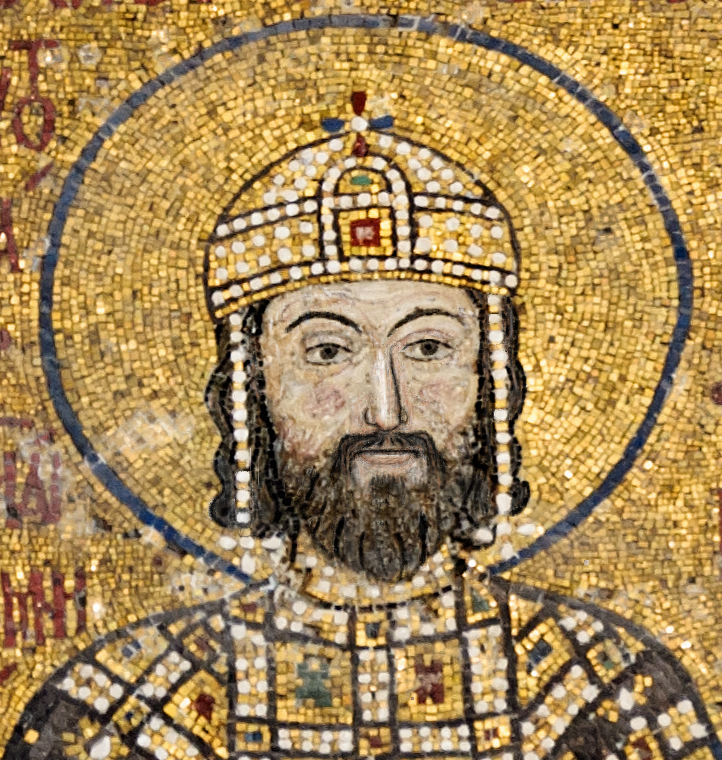
Византийский император Иоанн II Комнин со стеммой (закрытой короной)

В Византии стемма вместе со скипетром составляла императорские регалии (см. также инсигнии, корона). Византийская стемма представляла собой золотой обруч, украшенный драгоценными камнями и жемчугом. Подвески в виде золотых цепей — препендулии — спускались на плечи. К обручу прикрепляли шесть треугольных пластинок, которые образовывали нечто вроде лучей.  В христианские времена стемму часто венчали крестом, поддерживаемым одной или несколькими ветвями, которые покрывали верхнюю часть короны.
Стемма отличается от стефаноса или открытой короны и имеет другое значение — символизм состоит в том, что монарх, который носит стемму или закрытую корону, не имеет над собой какого-либо высшего существа (кроме Бога), и, таким образом, не является вассалом и не подчиняется другому королю или императору.
Женская императорская корона без подвесок сверху покрывалась алой материей. Такие короны можно видеть в изображениях Богоматери как «Царицы Небесной». В конце XI — начале XII в. стемму вытесняет другой головной убор — камилавкий.

## Филология и лингвистика

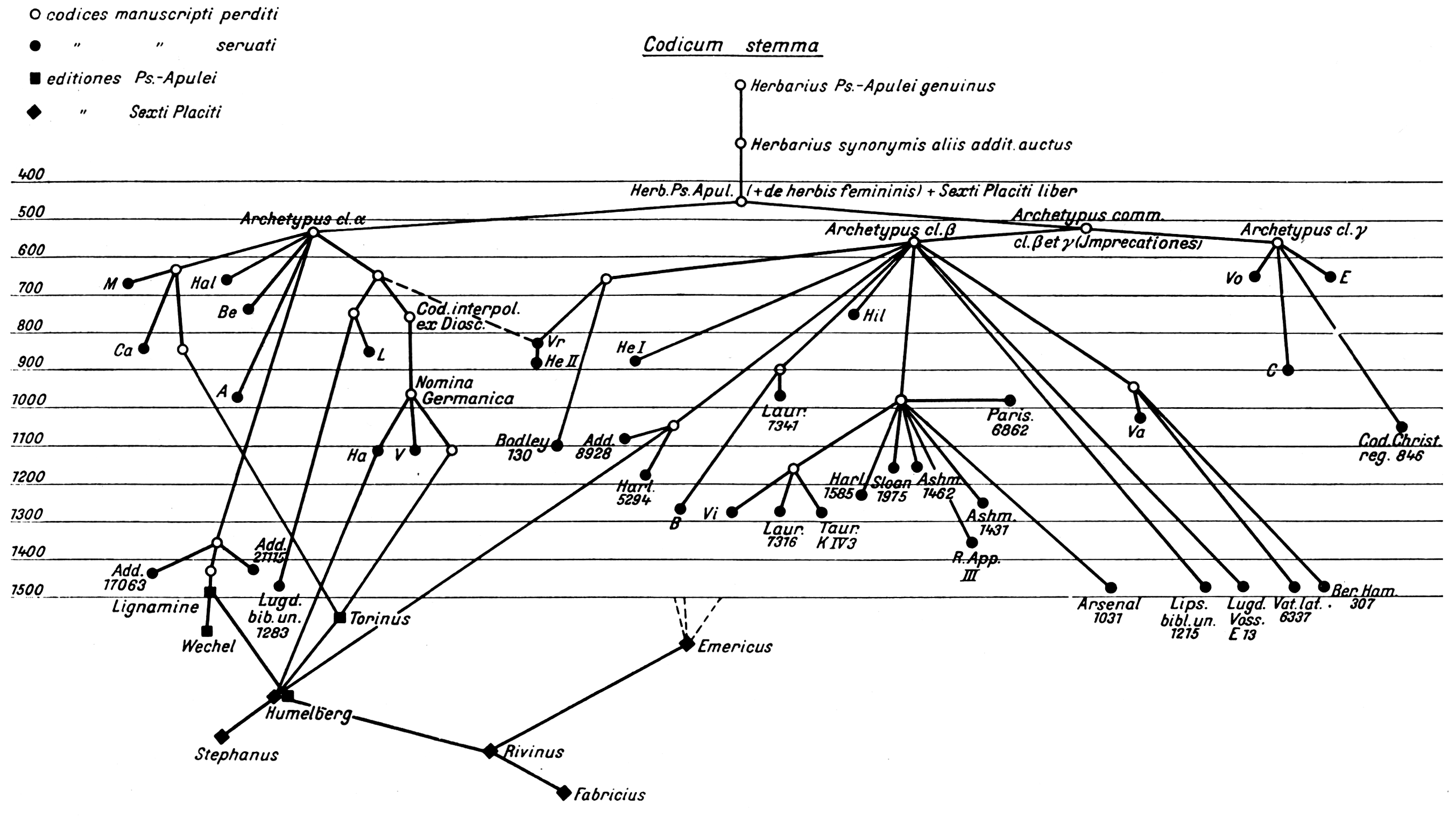
Стемма списков Гербария Псевдо-Апулея (англ.)

В текстологии стеммой называется дерево зависимостей (связный граф либо диаграмма), показывающее взаимосвязь рукописей (списков) литературного произведения, либо дерево отдельных коллаций.
В теории синтаксиса стеммой может называться графическое представление в виде дерева схемы структуры предложения, предназначенное для описания иерархических отношений составляющих его элементов. Узлы стеммы представляют различные элементы предложения, линии связи между этими узлами визуализируют отношения зависимости между элементами.
В компьютерной лингвистике стеммой называется результат работы алгоритма стемминга — процесса нахождения основы слова для заданного исходного слова. Стемма как основа слова не обязательно совпадает с морфологическим корнем слова.

## Энтомология
Стеммы (личиночные глазки) — органы зрения, свойственные личинкам насекомых с полным превращением.